# کیم فیلدز
 کیم فیلدز (انگلیسی: Kim Victoria Fields؛ زادهٔ ۱۲ مهٔ ۱۹۶۹) یک هنرپیشه اهل ایالات متحده آمریکا است. وی از سال ۱۹۷۷ میلادی تاکنون مشغول فعالیت بوده‌است.